# Aras Bulut İynemli
Aras Bulut İynemli (Estambul, 25 de agosto de 1990) es un actor turco, conocido por sus papeles en las series Içerde, Çukur, Muhteşem Yüzyıl, Öyle Bir Geçer Zaman Ki y en la película 7. Koğuştaki Mucize.

## Biografía
Aras Bulut İynemli tiene un hermano mayor, el actor Orçun İynemli y una hermana mayor Yeşim İynemli, una presentadora de televisión y cantante. Otros parientes de sus parientes notables son los actores: Miray Daner (prima), Cengiz Daner (tío), İlhan Daner (hermano del abuelo).
Después de estar en tres anuncios, en 2010 Bulut actuó en Öyle Bir Geçer Zaman Ki en el papel de Mete Akarsu. Esta obra obtuvo éxito internacional, por lo cual Bulut recibió un reconocimiento importante. Anteriormente, ya había trabajado en el drama Back Street, el cual tuvo que dejar de lado tras la primera parte para completar su educación en Ingeniería de Aeronaves en la Universidad Politécnica de Estambul. Ganó el ÖSS (examen SAT en Turquía) como uno de los primeros 100 estudiantes. En 2011, cuando tenía 20 años, recibió el Premio Antalya.
Entre 2013 y 2014 participó en la serie Muhteşem Yüzyıl y en 2015 tuvo un papel protagónico en la serie Maral interpretando el papel de Sarp Altan.
Durante 2016-2017, interpretó el papel de Mert, coprotagonizando la serie de televisión İçerde junto a Çağatay Ulusoy, con la que obtuvo varios premios y reconocimiento internacional. Posteriormente, interpretó a Yamaç Koçovalı, personaje que protagonizó desde 2017 a 2021 en la serie de televisión Çukur, gracias al cual obtuvo un Golden Butterfly Award en 2018.
En 2020, protagoniza la película Milagro en la Celda 7, remake de la película original coreana del mismo nombre, que fue seleccionada para representar a Turquía en la 93.ª edición de 2021 de los Oscars, no obtuviendo finalmente ningún premio, pero sí una gran difusión mundial a través de plataformas como Netflix.
En 2023 y 2024, adquiere un rol importante interpretando la figura de Mustafa Kemal Atatürk, fundador de la República de Turquía en las dos películas biográficas producidas sobre su vida, Atatürk 1881-1919Ver más información en Wikipedia en inglés. En la actualidad, interpreta el papel protagónico de Devran Karan en la serie Deha.

## Filmografía

### Televisión
| Año       | Título                  | Personaje                 | Nota(s)      |
| --------- | ----------------------- | ------------------------- | ------------ |
| 2009      | Arka Sokaklar           | Şeref                     | Invitado     |
| 2010-2013 | Öyle Bir Geçer Zaman Ki | Mete Akarsu               | Protagonista |
| 2013-2014 | Muhteşem Yüzyıl         | Şehzade Bayezid           | Protagonista |
| 2015      | Maral                   | Sarp Altan                | Protagonista |
| 2016-2017 | İçerde                  | Umut Yılmaz/ Mert Karadağ | Protagonista |
| 2017-2021 | Çukur                   | Yamaç Koçovalı            | Protagonista |
| 2024-2025 | Deha                    | Devran Karan              | Protagonista |

### Cine
| Año  | Título              | Personaje             | Nota(s)      |
| ---- | ------------------- | --------------------- | ------------ |
| 2013 | Mahmut ile Meryem   | Mahmut                | Protagonista |
| 2013 | Tamam mıyız?        | İhsan                 | Protagonista |
| 2017 | Martıların Efendisi | Ateş                  | Invitado     |
| 2019 | 7. Koğuştaki Mucize | Memo                  | Protagonista |
| 2023 | Atatürk             | Mustafa Kemal Atatürk | Protagonista |

## Premios y nominaciones
| Año  | Premio                                              | Categoría                                        | Trabajo nominado        | Resultado |
| ---- | --------------------------------------------------- | ------------------------------------------------ | ----------------------- | --------- |
| 2011 | Antalya Televizyon Ödülleri                         | Mejor actor de reparto                           | Öyle Bir Geçer Zaman Ki | [ 5 ]     |
| 2011 | Televizyondizisi.com                                | Mejor actor de reparto                           | Öyle Bir Geçer Zaman Ki | [ 6 ]     |
| 2014 | Sadri Alışık Tiyatro ve Sinema Sanatçıları Ödülleri | Premio a actor prometedor                        | Tamam mıyız?            | Ganador   |
| 2016 | 7.İMK Sosyal Medya Ödülleri                         | Mejor actor                                      | İçerde                  | Nominado  |
| 2017 | 5.Bilkent Tv Ödülleri                               | Mejor actor de drama                             | İçerde                  | Nominado  |
| 2017 | 1.Müzikonair Ödülleri                               | Mejor actor de serie de televisión               | İçerde                  | Nominado  |
| 2017 | 24.İTÜ EMÖS Başarı Ödülleri                         | Actor de serie de televisión más exitoso del año | İçerde                  | Nominado  |
| 2017 | 6.TURKMSIC Yılın En'leri Ödülleri                   | Mejor actor del año                              | İçerde                  | Nominado  |
| 2017 | 12.İTÜ Makinistanbul Medya, Sanat ve Spor Ödülleri  | Mejor actor                                      | İçerde                  | Ganador   |
| 2017 | 8.KTÜ Medya Ödülleri                                | Actor más admirado                               | İçerde                  | Nominado  |
| 2017 | 11.GSÜ EN Ödülleri                                  | Mejor actor de serie de televisión o película    | İçerde                  | Nominado  |
| 2017 | 1.Türkiye Çocuk Ödülleri                            | Mejor actor                                      | İçerde                  | Nominado  |
| 2017 | Yeditepe Üniversitesi 5.Dilek Ödülleri              | Mejor actor                                      | İçerde                  | Ganador   |
| 2017 | Okan Üniversitesi Yılın En'leri Ödülleri            | Mejor actor de serie de televisión               | İçerde                  | Ganador   |
| 2017 | Golden Butterfly Awards                             | Mejor actor                                      | İçerde                  | Nominado  |
| 2018 | Yeditepe Üniversitesi 6.Dilek Ödülleri              | Mejor actor                                      | Çukur                   | Ganador   |
| 2018 | MGD 23.Altın Objektif Ödülleri                      | Mejor actor                                      | Çukur                   | Ganador   |
| 2018 | 9.Quality of Magazine Dergisi Ödülleri              | Actor de alta calidad                            | Çukur                   | Ganador   |
| 2018 | Golden Butterfly Awards                             | Mejor actor                                      | Çukur                   | Ganador   |
| 2018 | GQ Moty by Clear 2018                               | Actor del año                                    | Çukur                   | Ganador   |